# Sahnie
Sahnie (bürgerlich Hans Runge; * 12. Juni 1962 in Hameln) ist ein deutscher Manager und früherer Musiker. Er spielte in den 1980er Jahren Bass bei den Musikgruppen Die Suurbiers und Die Ärzte.

## Werdegang
Hans Runge spielte von 1981 bis 1984 bei der Berliner Band Frau Suurbier. 1982 unterstützte er Campino und Andreas von Holst von Die Toten Hosen als Bassist bei den Studioaufnahmen zu den Liedern Die Abenteuer vom kleinen Haevelmann, Frühstückskorn und Bis zum bitteren Ende. Die Titel erschienen auf der Kompilation Ein Vollrausch in Stereo – 20 schäumende Stimmungshits, einem Projekt verschiedener Punkbands, von denen Runge, Campino, von Holst und Wolfgang Rohde unter dem Namen „Die Tangobrüder“ gemeinsam in Erscheinung traten. Die Aufnahmen wurden 2007 in der Neuauflage des Albums Opel-Gang digital überarbeitet und nochmals veröffentlicht. Nach Darstellung von „Die Toten Hosen“ war ihr späterer Erfolgstitel Bis zum bitteren Ende von Campino und von Holst während der Zugfahrt nach Berlin geschrieben worden, während Sahnie angab, an der Entstehung des Songs beteiligt gewesen zu sein.
Ende 1982 gründeten Farin Urlaub und Bela B. die Band Die Ärzte. Runge wurde als Bassist ausgewählt, unter anderem, weil er die Möglichkeit hatte, einen Übungsraum, ein Aufnahmegerät und einen VW-Bus zur Verfügung zu stellen. Als Parodie auf Campino, der zu dieser Zeit auf den Konzerten mit den gleichnamigen Bonbons um sich warf, nannte sich Runge fortan „Sahnie“, wie „Sahnebonbon“. In dem deutschen Spielfilm Richy Guitar von Michael Laux mit der damaligen Ärzte-Besetzung trat Sahnie an der Seite von Farin Urlaub und Bela. B. in einer Hauptrolle als Hans auf.
Da Runge sich auf sein Wirtschaftsstudium an der FU Berlin konzentrieren wollte, kam es 1985 nach einer erfolgreichen Tournee der Ärzte zu Differenzen unter den Bandmitgliedern. Im Anschluss verhandelten Bela B. und Farin Urlaub mit Runge über eine Abfindung und entließen ihn aus der Band. Runges Ausstieg und dessen Begründung (die Band brauche sein Gesicht, um erfolgreich zu sein) wurde von den Ärzten in späteren Jahren mehrfach parodiert, etwa während der Aufnahmen zu Rock ’n’ Roll Realschule oder auf der Economy-Version von Jazz ist anders. Im Musikvideo des Songs Himmelblau ist im Hintergrund eine LP von Runges erfolglosem Soloalbum (s. u.) zu sehen.
1989 veröffentlichte Sahnie bei EMI unter dem Titel Erzste Sahne ein Album mit elf Funpunkliedern. Der kommerzielle Erfolg blieb jedoch aus. Laut seinem Brief zur Veröffentlichung der Biografie von „Die Ärzte“ im Jahre 2001 hat Runge danach dem Musikerleben den Rücken gekehrt und arbeitete als Geschäftsführer eines Hightech-Unternehmens in Malaysia. Einige Jahre später kehrte er nach Deutschland zurück und arbeitete bei einem Bremer Solartechnikanbieter und danach im Bereich erneuerbare Energien in Berlin.

## Diskografie
Mitarbeit an Alben von Die Suurbiers
- 1982: D.T.J. + Frau Suurbier – Live im Flöz (Die Suurbiers)

Mitarbeit an Samplern
- 1983: Ein Vollrausch in Stereo – 20 schäumende Stimmungshits (Sampler, u. a. für Die Suurbiers u. Die Toten Hosen)

Mitarbeit an Alben von Die Ärzte
- 1984: Debil (Die Ärzte)
- 1985: Im Schatten der Ärzte (Die Ärzte)

Solo-Alben
- 1989: Erzste Sahne

Solo-Singles
- 1989: Trockenschütteln
- 1989: Magen